# 道德譜系學
《道德譜系學》（德語：Zur Genealogie der Moral）為德國哲學家尼采所著的一本倫理學著作，初版於1887年。此書基本上是《善惡的彼岸》的延續，內容包括道德的起源、良心負疚、懲罰等，以及主人-奴隸道德說的進一步闡釋。法國社會學家福柯即受到此書影響而進行他對瘋狂、性、懲罰的研究。
《道德谱系学》一书是尼采在进入混乱的1888年前的最后著作，由三篇专文构成。每篇专文都专注于讨论道德概念的发展以及传统，尼采试着证明当代道德观的最初起源根本没有半点道德根据，残酷的权力斗争才是形塑道德的主要角色。与其他作品相较，这本书在写作形式和语调上都较为倾向哲学论述的风格，也因此这本书成为哲学界对于尼采思想分析的主要来源。

## 内容
在第一篇专文中尼采将基督教的道德观追溯至那个被他称为“奴隶借由道德造反”的时期，他描述位居社会底层的成员对于那些强大、富有而高贵的上层成员的“怨恨”。贵族成员们是以“好/坏”作为价值的区分标准，认为他们在社会中所占的优势证明他们自身的优越，并且藐视那些底层的成员。而奴隶们则发现他们无法面对自己被强者征服的事实，于是构思出一套“想像的复仇”，将那些强者描述为“恶”、并将他们自身描述为“善”，也因此建构出基督教的道德观，透过这套道德观，无能而软弱的成员才有资格住在地球上。
在第二篇专文中尼采则描述在这套道德观浮现前的社会的景象（他将之称为“传统的道德”），在那之前以暴力伤害人的权利来自于人的能力，就如同动物也有记忆和进行承诺的能力一般，违背承诺者会遭致的惩罚就是被暴力伤害。也因此，依据尼采的说法，惩罚的传统并不是来自于任何道德目标或理论。“坏的结果”也是在道德观浮现前的社会就已存在的概念。若是人不再有自由四处游荡和进行劫掠，他所带有的暴力的动物本性便会转而发泄至自己身上。
在第三篇专文里尼采则讨论到基督教道德观里所呈现的“完美的禁欲者”的概念，尼采主张埋藏在这个禁欲概念之后的只不过是一连串可笑而又没有根据的迷信，即使在现代社会，这些迷信仍然企图以新的、“秘密的”形式腐败人类。